# Giraldo II de Cabrera

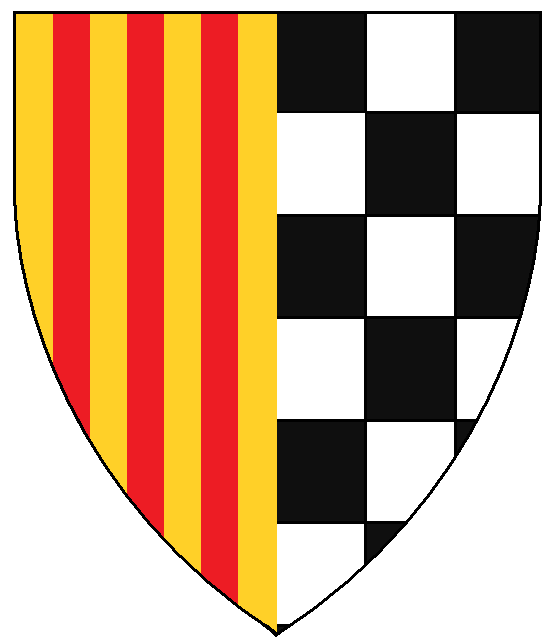
Escudo de armas

Giraldo II de Cabrera (c.1066-1132), IV señor de Cabrera, I vizconde de Áger y XI de Gerona, fue un noble catalán de la Baja Edad Media. Si bien ostentaba dichos títulos, de facto erróneamente, se lo conoce como vizconde de Cabrera (título que acabaría sustituyendo en su sucesor al de Gerona). El nombre del de Áger se tenía por sinónimo de vizconde del Bajo Urgell.

## Biografía
Hijo de Ponce I de Cabrera y de Letgarda de Tost, hija de Arnau Mir de Tost; de su padre heredó los títulos de Gerona y Cabrera, y de su madre, el de Ager.

### En la corte de los Condes de Barcelona
Aunque se marca en 1105 como fecha en que se convirtió vizconde de Cabrera (fecha de la muerte del progenitor), Sobrequés menciona que ya ostentaba el título años antes de la muerte de su padre Ponce I de Cabrera. El relevo generacional fue progresivo, entre Ponce I y Giraldo II. Tanto es así, que en las disputas entre bandos nobiliarios después del fratricidio de Ramón Berenguer II por parte de su hermano Berenguer Ramón II, Giraldo ya se encontraba acompañando a su padre en el "partido de la cordura" que trataba de poner paz entre las facciones encontradas. Posteriormente, padre e hijo estaban presentes en el consejo de nobles que acompañaba Ramón Berenguer III, si bien, cuando este adquirió la mayoría de edad, fue prescindiendo de los consejeros heredados de su tío y se rodeó de su propia gente de confianza. Este hecho dejó fuera a Ponce I, mientras que Giraldo II permaneció en el consejo. Hacia el nuevo conde, Giraldo le juraría fidelidad por los castillos de Blanes, Argimon y Cabrera, justamente los mismos que figuraban en el pacto que los padres de ambos firmaron el 1071. Esta vez sin embargo, Giraldo añadiría las fuerzas de la ciudad de Gerona.
En fechas cercanas a 1094, cuando se preparaba la conquista de Balaguer, Ager fue erigida en el centro de un vizcondado llamado Vizcondado del Bajo Urgell, que fue dado a Giraldo, nieto de Arnau Mir de Tost. En su testamento de 1132, este vizconde ya se titula vizconde de Ager. De este modo, Giraldo se encontraba teniendo que hacer vasallaje a dos condes: por un lado a Armengol IV, conde de Urgell, del que dependía el vizcondado de Ager, y del otro lado de Ramón Berenguer III, conde de Barcelona, de quien dependía el vizcondado de Gerona.

### Conquista de Balaguer
Colaboró con Armengol IV y Ramón Berenguer III en la conquista del año 1106 de la ciudad de Balaguer, que a partir de ese momento se convirtió en la capital del condado de Urgell.  Colaboración que se produjo a pesar de las tensas relaciones con su señor Armengol IV.

### Conquista de Mallorca
No queda claro el papel que Giraldo II tuvo en la conquista de Mallorca. Citando a Tonic como referencia, Sobrequés afirma que en 1114, Giraldo II fue uno de los señores que acompañó Ramón Berenguer III en su expedición en Baleares. Pero en el mismo autor, en otra de sus obras, teniendo como fuente a Mise, el sigue como uno de los caballeros que el conde de Barcelona dejó en tierra firme para defender los condados de posibles ataques. Y a fe que fue necesario, vistas las diversas incursiones perpetradas por los almorávides, que llegaron hasta las puertas de Barcelona. Esta última opción es también la defendida en la Enciclopedia Catalana, situándolo con el vizconde de Cardona con lugartenientes.

### Matrimonio y descendencia
Se casó con Elvira y con Estefanía. Con Elvira tuvo a:
- Ponce Giraldo de Cabrera, que le sucedió;
- Arsenda, que se casó con Armengol VI, conde de Urgell.
- Giraldo, señor de Montsonís y Ventoses.
- Bernardo
- Pedro

Sobrequés menciona la existencia de un tercer matrimonio, el último, con Gelvira, dama leonesa. Es posible que esta Gelvira fuera Elvira mencionada en la Enciclopedia Catalana (por similitud) y que por tanto exista otro nombre para la tercera mujer en discordia.